# Lobelia hereroensis
Lobelia hereroensis är en klockväxtart som beskrevs av Schinz. Lobelia hereroensis ingår i släktet lobelior, och familjen klockväxter. IUCN kategoriserar arten globalt som sårbar.
Artens utbredningsområde är Namibia. Inga underarter finns listade i Catalogue of Life.